# فيل براون (لاعب كرة قدم)
فيل براون (بالإنجليزية: Phil Brown)‏ (30 مايو 1959 في المملكة المتحدة - ) هو مدرب كرة قدم ولاعب كرة قدم إنجليزي وبريطاني في مركزي الظهير والدفاع. لعب مع بولتون واندررز وسويندون تاون ونادي بلاكبول ونادي هارتلبول يونايتد ونادي هاليفاكس تاون.

## وصلات خارجية
- فيل براون على موقع قاعدة بيانات كرة القدم.إي يو (الإنجليزية)
- فيل براون على موقع Soccerbase.com (لاعب) (الإنجليزية)
- فيل براون على موقع Soccerbase.com (مدرب) (الإنجليزية)
- فيل براون على موقع Soccerway.com (الإنجليزية)
- فيل براون على موقع عالم كرة القدم.نت (الإنجليزية)